# 3D Construction Kit II
3D Construction Kit II (lanzado en Norteamérica como Virtual Reality Studio 2.0), es una herramienta para crear mundos virtuales en 3D utilizando el motor Freescape. Desarrollado por Incentive Software y publicado por Domark, fue lanzado el 10 de noviembre de 1992 como secuela de 3D Construction Kit. A diferencia de su predecesor, 3D Construction Kit II se lanzó simultáneamente en tres plataformas: Commodore Amiga, Atari ST y MS-DOS.

## Características
3D Construction Kit II aprovecha el motor Freescape III para sus gráficos en 3D. En comparación con el original, 3D Construction Kit II duplica el número de controles y comandos, lo que añade mayor complejidad y flexibilidad. Se pueden crear objetos transparentes y también objetos que se desvanecen con el tiempo. El juego admite objetos redondeados como "flexicubos" y esferas, algo que no era posible en el 3D Construction Kit original. Esta característica se destaca en el arte de portada modificado.
El editor de efectos de sonido está mejorado, permitiendo a los jugadores añadir sonidos y música a sus creaciones virtuales. El programa incluye una biblioteca de "clipart" en 3D prediseñado, orientada a usuarios principiantes que quizá no sepan cómo crear estructuras más complejas por sí mismos.
Al igual que en la versión anterior, los archivos del juego pueden compilarse en programas independientes que se pueden ejecutar sin necesidad del editor.
Como el 3D Construction Kit original, el programa venía acompañado de un tutorial en cinta de vídeo VHS.

## Recepción
La versión para Commodore Amiga recibió una puntuación del 80% en Amiga Power, un 78% en Amiga Format y un 72% en CU Amiga.